# Schloss Chimay

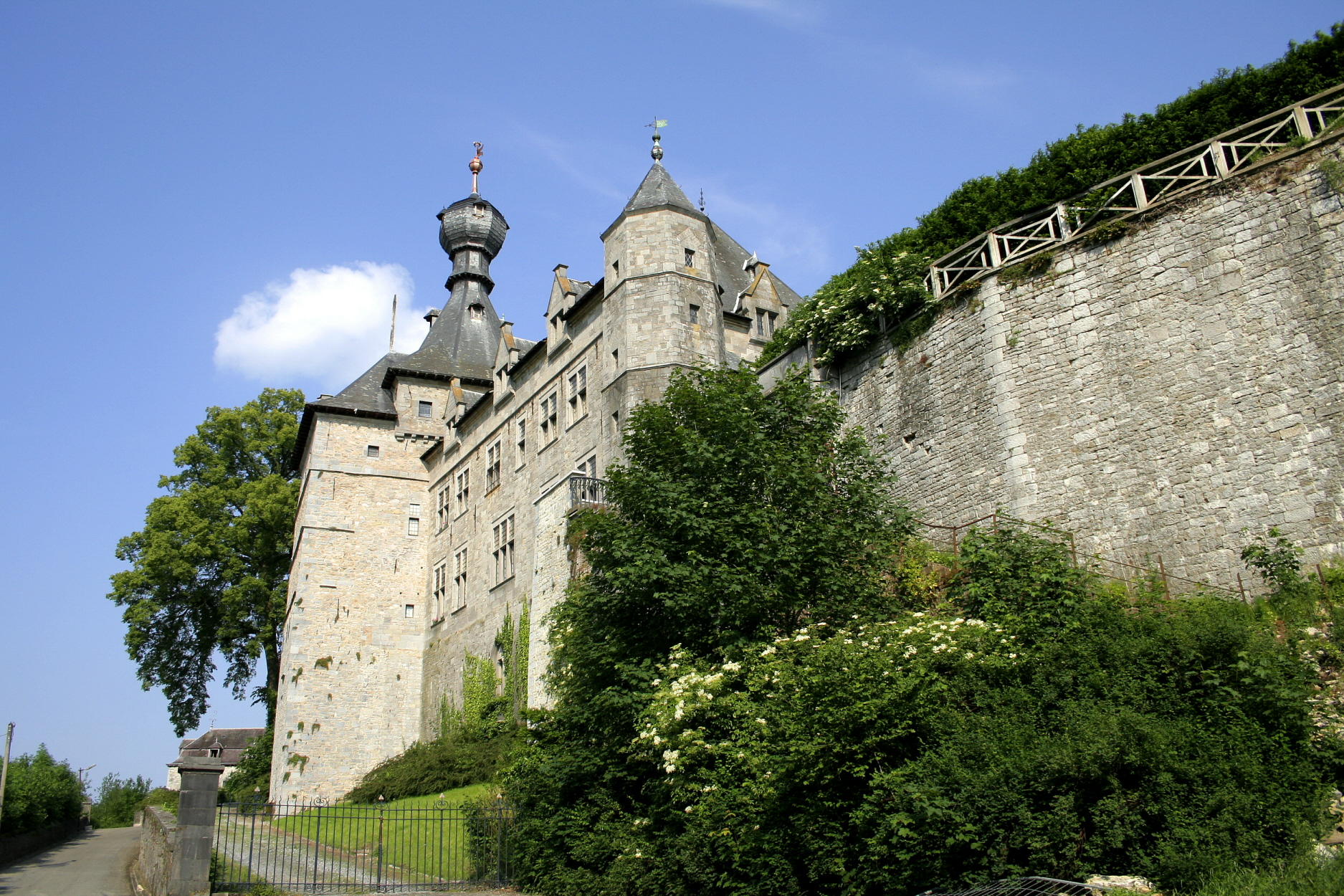
Schloss Chimay

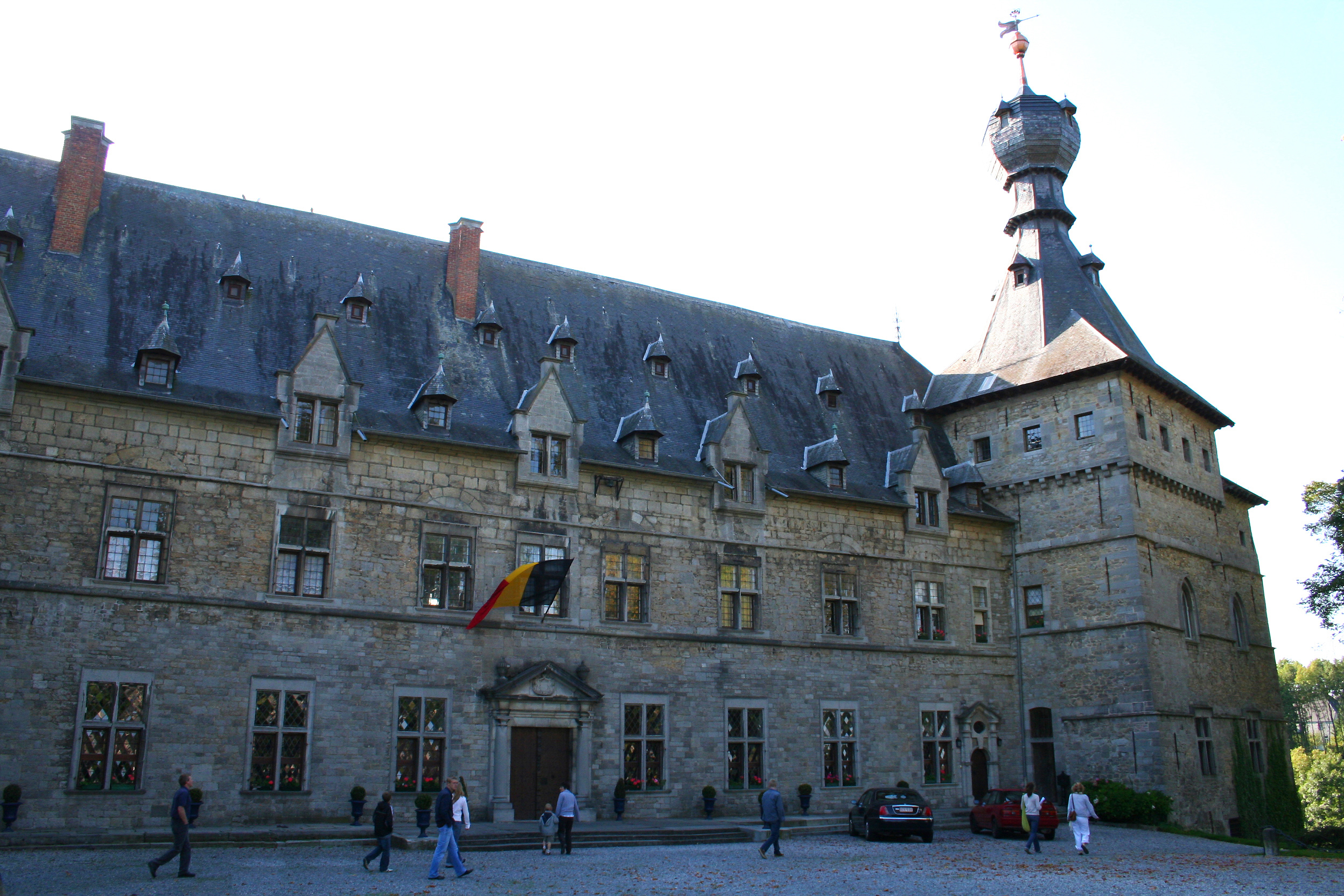
Blick auf den Hof

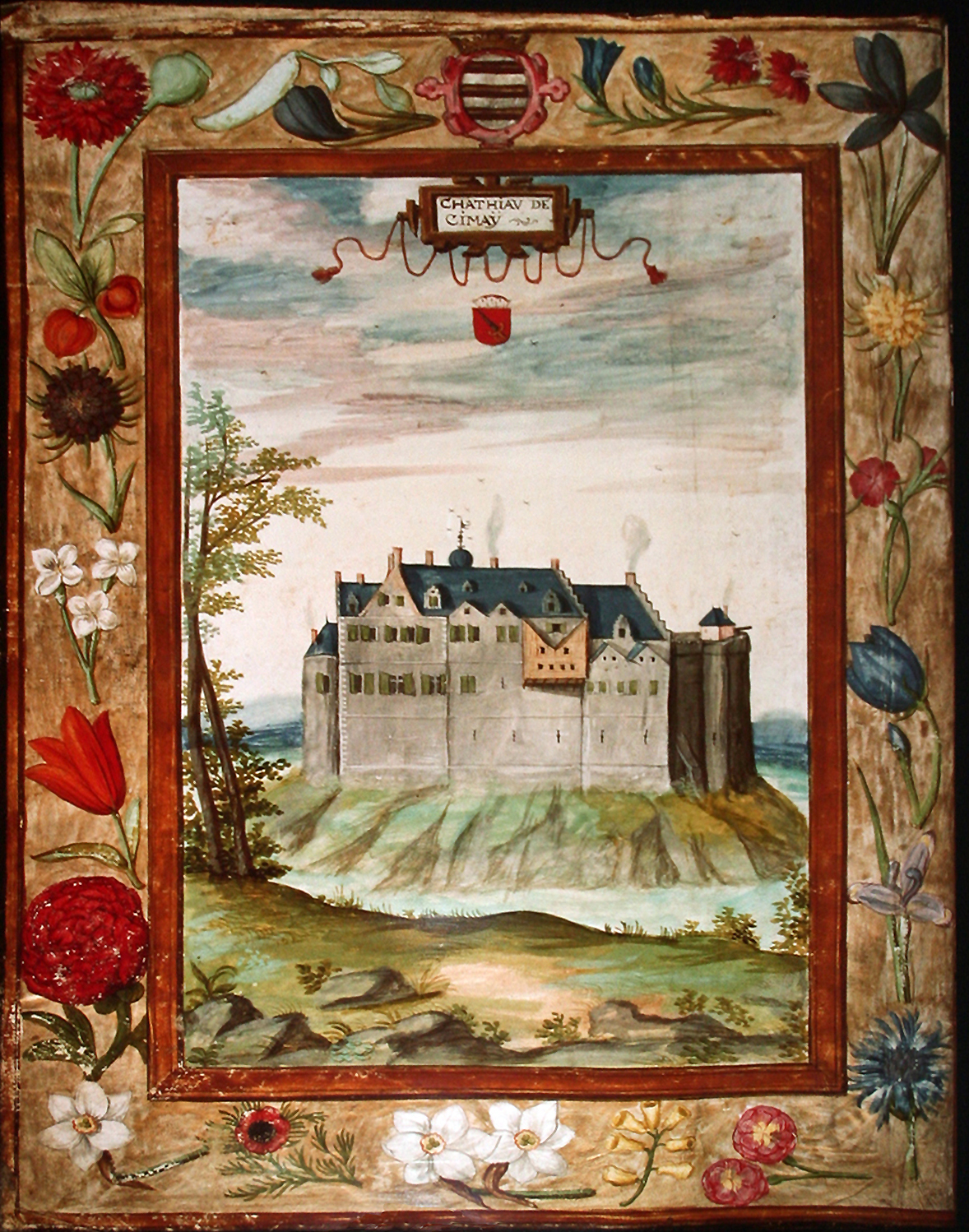
Abbildung aus dem späten 16. oder frühen 17. Jahrhundert

Schoss Chimay (französisch Château de Chimay) ist ein Schloss in Chimay, Provinz Hennegau in Belgien. Das Schloss ist seit Jahrhunderten im Besitz des Fürsten von Chimay und kann während eines Teils des Jahres besichtigt werden. Obwohl das Schloss bei einem Brand im Jahr 1935 erheblich beschädigt wurde, wurde es anschließend wieder aufgebaut, und die Renovierung wird unter der aktuellen Generation der fürstlichen Familie fortgesetzt.

## Geschichte
Das Schloss von Chimay, seit vielen Generationen Sitz der Fürsten von Chimay, ist eine alte Festung, die einigen Dokumenten zufolge bereits aus dem Jahr 1000 stammen könnte. Im Laufe der Jahre wurde aus der mittelalterlichen Bastion eine Festung. Im 15. Jahrhundert wurde die Burg umgebaut: Fünf neue Türme wurden durch Gänge mit dem Bergfried verbunden, um die Verteidigung zu stärken. Im Laufe der Jahrhunderte wurde die Burg durch zahlreiche Kriege, Plünderungen und Brandschatzungen beschädigt. Schließlich zerstörte ein Brand im Jahr 1935 einen Großteil der Reste, darunter zahlreiche unersetzliche Kunstwerke. Trotz der Schäden beschloss die fürstliche Familie, das Gebäude wieder aufzubauen. Seither wurden weitere Reparaturen und Restaurationen vorgenommen.
Die ersten schriftlichen Erwähnungen der Stadt Chimay stammen aus dem 11. Jahrhundert, obwohl die Siedlung vielleicht schon im 9. Jahrhundert existierte. Eine Urkunde aus den Jahren 1065 und 1070 belegt die Anwesenheit von Gauthier de Chimay. Die strategische Lage am Fluss Eau Blanche ist eine Erklärung für die Ansiedlung einer bedeutenden Familie auf der Landzunge.
Die Geschichte des Schlosses von Chimay während des Mittelalters ist eher vage; es scheint, dass der ursprüngliche Zweig 1226 ausstarb. Das Land ging dann in den Besitz der Grafen von Soissons über, die es bis 1317 innehatten, als das Schloss von Chimay in den Besitz des Grafen von Hennegau und dann von Blois überging. Um 1445 wurde es von Jean II de Croÿ von Philipp dem Guten gekauft.
Jean II. de Croÿ wurde 1465 von Karl dem Kühnen ins Exil geschickt und 1473 von ihm begnadigt, so dass die Nachkommen der Croÿ-Linie die neue Grafschaft Chimay führen konnten. Im 15. Jahrhundert war der Ort auf dem Höhepunkt seiner Macht: 1486 erhob Maximilian I., Kaiser des Heiligen Römischen Reiches, Chimay zum Fürstentum. Danach wurde die Zitadelle nacheinander von österreichischen und französischen Invasionstruppen eingenommen.
Im 21. Jahrhundert steht das Schloss immer noch und ist gelegentlich für Touristen geöffnet. Ein kürzlich errichteter Minigolfplatz und Musikaufführungen in einem Theater aus dem 19. Jahrhundert ziehen einige Besucher an.